# Carl Henrik von Löwe
Carl Henrik von Löwe, född 1666, död 1741 i Karlskrona, var en svensk amiral.
Carl Henrik von Löwe var chef för Karlskronas örlogsvarv 1719–1728 och president för amiralitetskollegium 1738–1741. Han utnämndes till viceamiral 1715 och amiral 1719.